# رومن دمیتریف
رومن دمیتریف (روسی: Роман Михайлович Дмитриев؛ ۷ مارس ۱۹۴۹ – ۱۱ فوریه ۲۰۱۰) کشتی‌گیر آزاد اهل روسیه بود.
وی در مسابقات کشوری و بین‌المللی در مجموع برندهٔ ۳ مدال طلا، ۳ مدال نقره، ۲ مدال برنز شده‌است.
وی در بازی‌های المپیک تابستانی ۱۹۷۲ در نیم مگس وزن کشتی آزاد توانست مدال طلا کسب کند.

## مسابقات بین‌المللی رومن دیمیتریف
از سال ۲۰۱۵ میلادی (۵ سال بعد از فوت او) رقابتی به صورت سالانه برای یادبود او برگزار می‌شود. رومن دیمیتریف، اولین قهرمان کشتی المپیک از یاکوتیا، قهرمان جهان و اروپا امروز ۷۵ ساله می‌شد. ۲ روز پیش رونمایی از کتاب «دفترهای من» به زندگی و دستاوردهای این کشتی‌گیر برجسته و اسطوره سردترین شهر جهان اختصاص داشت. سردبیر، گردآورنده، طراح و تصویرگر این کتاب که بر اساس پیش نویس‌های شخصی قهرمان نگارش شده همسرش این قهرمان آنتونینا دیمیتریوا است. مسابقات بین‌المللی یادبود رومن دیمیتریف قهرمان و نایب قهرمان المپیک، دارنده یک مدال طلا، دو نقره و یک برنز کشتی آزاد جهان که از رقبای ابراهیم جوادی قهرمان عنوان‌دار کشورمان بوده برای دهمین بار در سال ۲۰۲۴ میلادی برگزار شد و حدود ۲۰۰ کشتی‌گیر جوان از مناطق روسیه و همچنین تیم‌هایی از آذربایجان، ارمنستان، گرجستان، هند، ایران، قزاقستان، قرقیزستان، مغولستان، تاجیکستان و ازبکستان در آن شرکت خکردند. کشتی‌گیران داغستان نیز که در قالب یک گروه هفت نفره وارد یاکوتسک شده‌اند، برای جوایز مسابقات رقابت کردند. جایزه این دوره از مسابقات که روزهای ۱۸ تا ۲۰ اسفندماه در یاکوتسک روسیه برگزار شد، ۲ میلیون روبل بود.